# Sarkofagi z kościoła Świętych Piotra i Pawła w Tworkowie
Sarkofagi z kościoła Świętych Piotra i Pawła w Tworkowie – zespół zabytkowych XVII-wiecznych metalowych sarkofagów rodziny von Reisswietz, odkryty podczas prac konserwatorskich prowadzonych w latach 90. XX wieku w kościele Świętych Piotra i Pawła w Tworkowie. W skład zespołu wchodzi dziesięć sarkofagów miedzianych (w tym dziewięć dziecięcych) i jeden ze stopu cynkwo-ołowianego. 
Sarkofagi tworkowskie tworzą jednolity zespół pod względem formy, dekoracji i treści ideowych. Ubranka znalezione w sarkofagach (kontusik z pasem, koszulka niemowlęca, sukienka dziecięca) są, obok bucików koronacyjnych królewicza Zygmunta Augusta, jedynymi zachowanymi dziecięcymi strojami na terenie Polski sprzed końca XVII wieku.  

## Rodzina von Reisswietz
W 1637 roku właścicielem Tworkowa poprzez jego zakup stał się starosta ziemski Wilhelm Borek. Wilhelm zmarł cztery lata później, a Tworków przejęli jego krewni Kaspar i Johann. W roku 1651 majątek w Tworkowie nabyła od nich za 23 tysiące talarów wdowa po Wilhelmie Borku, Ewa z Wilczków von Guttenland und Hultschin, która wówczas była już żoną Wacława von Reisswietza. 1 marca 1664 roku Wacław von Reisswietz napisał testament, w którym zalecił, aby jego ciało po śmierci pochowano w krypcie kościoła w Tworkowie, w drewnianej trumnie umieszczonej w miedzianym sarkofagu. W 1655 zmarła żona Wacława i została pochowana w krypcie kościoła. Wacław von Reisswietz zmarł w 1669 i zgodnie ze swoją wolą również spoczął w kościelnej krypcie.   

## Historia odkrycia i prace konserwatorskie

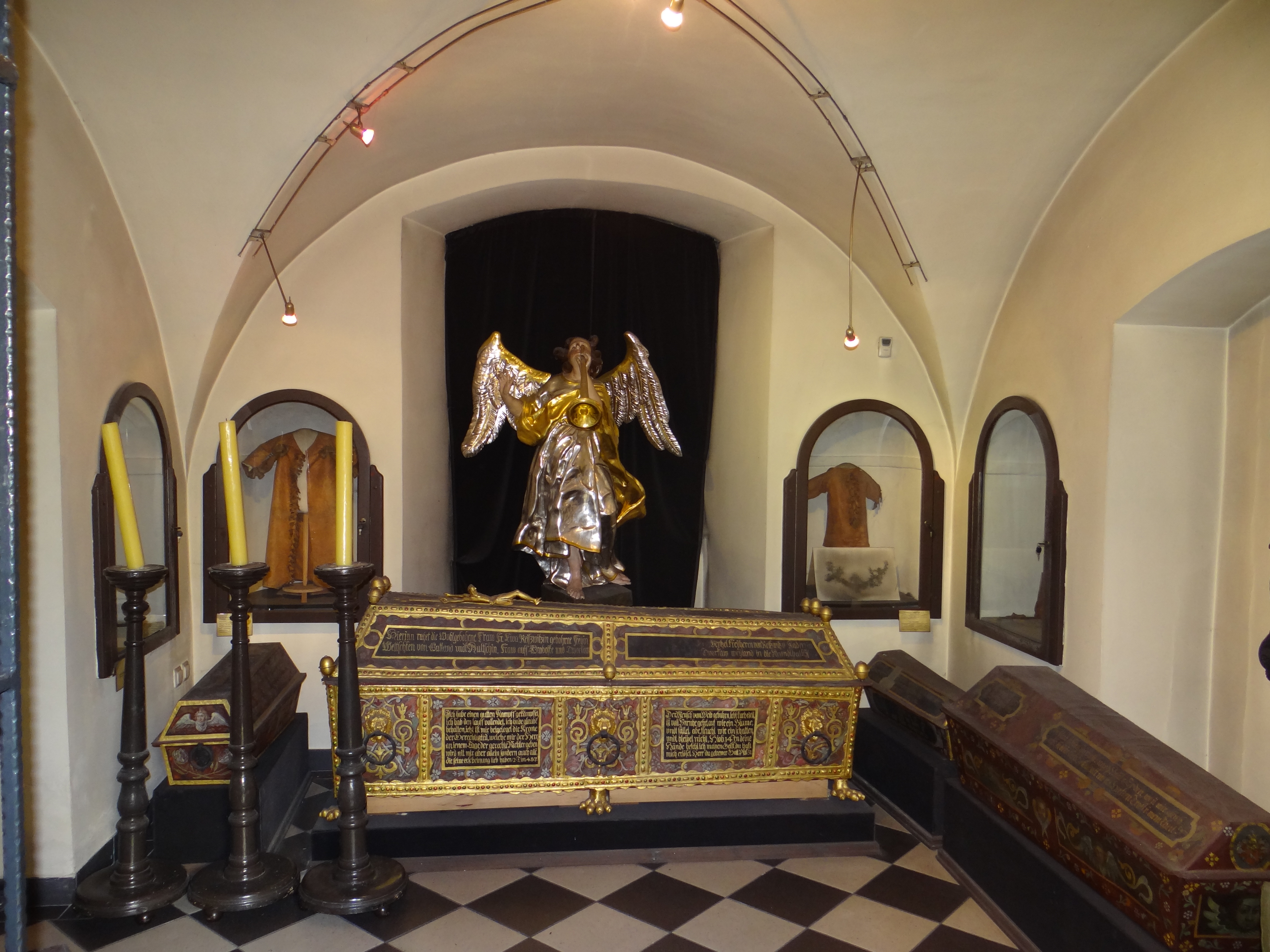
Ekspozycja w dawnej marowni

Podczas prowadzonych w kościele kompleksowych prac konserwatorskich, we wrześniu 1993 roku odkryto wejście do krypty. Krypta znajdująca się pod ławkami, w południowej części nawy była zamurowana od 1839 roku, od śmierci hrabianki Filipiny Cappy.  
W wypełnionej piaskiem i gruzem krypcie znaleziono metalowe sarkofagi, drewniane trumny oraz ludzkie szczątki. Wartość artystyczna odkrycia spowodowała, że podjęto decyzję o konserwacji sarkofagów. W 1994 roku zespół sarkofagów został wpisany do rejestru zabytków, co umożliwiło starania się o środki na ich ratowanie. 

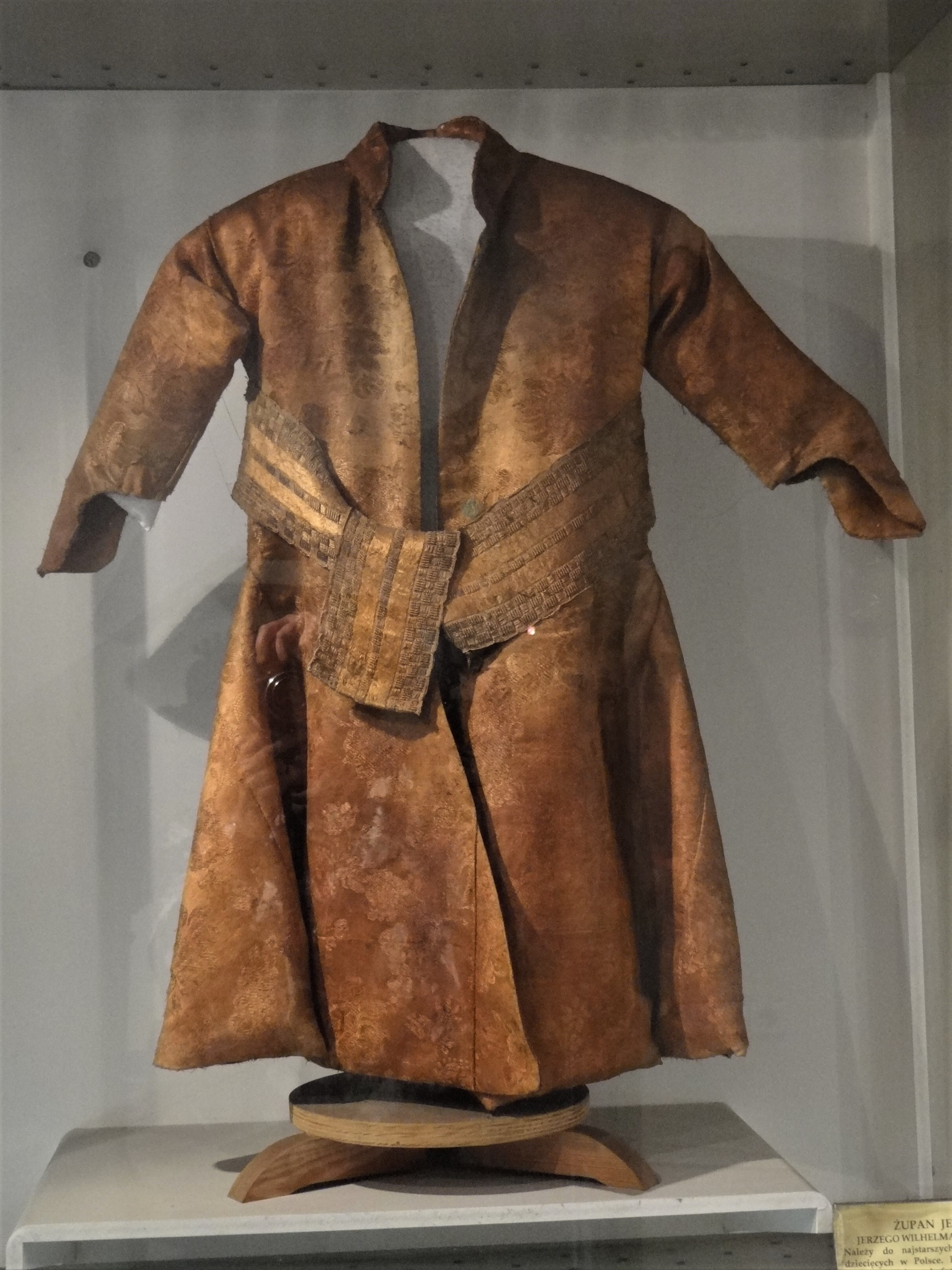
Żupanik z sarkofagu Jerzego Wilhelma Reisswietza

Prace rozpoczęły badania mikrobiologiczne i odgrzybianie krypty wykonane w 1995 roku przez Bolesława Smyka i Wiesława Barabasza. W tym samym roku wykonano również dokumentację historyczno-konserwatorską oraz badania korozji i nawarstwień. 
W krypcie kościoła w Tworkowie znajdowało się 11 metalowych sarkofagów, zdobionych polichromiami. Wszystkie w bardzo złym stanie. Powierzchnie pokryte były grubą warstwą korozji, a także nawarstwieniami organicznymi, blachy były uszkodzone, pogięte i z ubytkami, warstwa malarska bardzo słabo czytelna. W sarkofagach znajdowały się drewniane trumny, a w nich rozłożone szczątki ludzkie. W sarkofagach znaleziono ubiory (tzw. stroje pośmiertne) zachowane w różnym stanie, pozostałości poduszek, wianuszki i resztki prawdopodobnie laleczki lub pacynki.
Sarkofagi, trumny i wybrane elementy zostały poddane pracom konserwatorskim w latach 1996–1998. Fragmenty niewytypowane do konserwacji oraz szczątki ludzkie zostały złożone do nowych trumien i zamknięte w krypcie. Z przedmiotów po konserwacji utworzono ekspozycję w kościele, w pomieszczeniu dawnej marowni.

## Sarkofagi
| 1.  |  | Sarkofag Ewy Reisswietz z domu Wilczek (1613–1655)                   | Sarkofag o bogatej dekoracji, spoczywający na nogach w kształcie lwich łap. Na dłuższych polach skrzyni znajdują się złocone napisy (cytaty z Biblii).                                                                 |
| 2.  |  | Sarkofag Jerzego Wilhelma Reisswietza (1680–1683)                    | Jasnozielony, zdobiony napisami memoratywnymi, cytatami biblijnymi oraz motywami roślinnymi i główkami uskrzydlonych aniołków. Z sarkofagu pochodzi żupanik poddany konserwacji i pokazywany na ekspozycji w kościele. |
| 3.  |  | Sarkofag córki Wilhelma Borka i Ewy z Wilczków (zm. 1643)            | Sarkofag o skromnej dekoracji z białym krzyżem na wieku. Boczne ściany ozdobione inskrypcjami. |
| 4.  |  | Sarkofag Leopolda Reisswietza (ur. 1659)                             | Czerwony sarkofag ozdobiony na wieku dużym, białym krzyżem. Ściany ozdabiają inskrypcje i kwiatowa dekoracja malarska.                                                                                                 |
| 5.  |  | Sarkofag Eleonory Reisswietz                                         | Sarkofag o złoconych narożach z dużym krzyżem na wieku. Zdobiony napisami w owalnych obramieniach, kartuszami herbowymi, aniołami i stylizowanymi kwiatami.                                                            |
| 6.  |  | Sarkofag Joanny Henryki Reisswietz (1669–1670)                       | Sarkofag ozdobiony na wieku złoconym krzyżem wspartym na czaszce ze skrzyżowanymi piszczelami. Na dłuższych ścianach znajdują się inskrypcje, krótsze ozdobione są aniołkami i kwiatami                                |
| 7.  |  | Sarkofag Jana Bernarda Reisswietza                                   | Sarkofag w kolorze czarnym, z wiekiem ozdobionym krzyżem i inskrypcjami, w dolnej części dekorację stanowią głowy aniołków i spiralne wici roślinne                                                                    |
| 8.  |  | Sarkofag Klary Ludwiki Reisswietz (1658–1659)                        | Czerwony sarkofag z wiekiem ozdobionym białym krzyżem. Udekorowany różnokolorowymi, malowanymi kwiatami |
| 9.  |  | Sarkofag Marii Eleonory Reisswietz (1651–1652)                       | Czarny sarkofag z wiekiem ozdobionym białym krzyżem. Wieko ozdobione inskrypcjami, część dolna – dekoracją roślinną |
| 10. |  | Sarkofag dziecka Wacława Reisswietza i Ewy z domu Wilczek (zm. 1654) | Ciemnoczerwony sarkofag z białym krzyżem na wieku. Ścianki boczne wieka z inskrypcjami. W dekoracji wyróżniają się przedstawienia śpiącego dziecka z klepsydrą oraz z klepsydrą i trupią czaszką                       |
| 11. |  | Sarkofag Wacława Reisswietza (1616–1669)                             | Zachowany we fragmentach, bogato polichromowany, złocony z nakładaną, odlewaną dekoracją. |